# Dāylār
Dāylār (persiska: دایلار) är en ort i Iran.   Den ligger i provinsen Östazarbaijan, i den nordvästra delen av landet, 500 km nordväst om huvudstaden Teheran. Dāylār ligger 1 484 meter över havet och antalet invånare är 473.
Terrängen runt Dāylār är huvudsakligen kuperad, men åt nordost är den platt.Runt Dāylār är det ganska glesbefolkat, med 35 invånare per kvadratkilometer. Närmaste större samhälle är Ahar, 15,1 km öster om Dāylār. Trakten runt Dāylār består i huvudsak av gräsmarker.